# Campionati mondiali di biathlon 1988
I Campionati mondiali di biathlon 1988 si svolsero a Chamonix, in Francia, e contemplarono esclusivamente gare femminili. In quell'anno, per via dei XV Giochi olimpici invernali di Calgary 1988, i campionati maschili non si svolsero. 

## Risultati

### Sprint 5 km
| Posizione | Atleta        | Nazione        | Tempo |
| --------- | ------------- | -------------- | ----- |
| 1         | Petra Behle   | Germania Ovest | -     |
| 2         | Eva Korpela   | Svezia         | -     |
| 3         | Anne Elvebakk | Norvegia       | -     |

### Individuale 10 km
| Posizione | Atleta           | Nazione          | Tempo |
| --------- | ---------------- | ---------------- | ----- |
| 1         | Anne Elvebakk    | Norvegia         | -     |
| 2         | Elin Kristiansen | Norvegia         | -     |
| 3         | Venera Černyšova | Unione Sovietica | -     |

### Staffetta 3x5 km
| Posizione | Nazione          | Atleti                                       | Tempo |
| --------- | ---------------- | -------------------------------------------- | ----- |
| 1         | Unione Sovietica | Elena Golovina Kaija Parve Venera Černyšova  | -     |
| 2         | Norvegia         | Elin Kristiansen Mona Bollerud Anne Elvebakk | -     |
| 3         | Svezia           | Inger Björkbom Sabine Karlsson Eva Korpela   | -     |

## Medagliere per nazioni
| Pos | Nazione          | Oro | Argento | Bronzo | Totale |
| --- | ---------------- | --- | ------- | ------ | ------ |
| 1   | Norvegia         | 1   | 2       | 1      | 4      |
| 2   | Unione Sovietica | 1   | 0       | 1      | 2      |
| 3   | Germania Ovest   | 1   | 0       | 0      | 1      |
| 4   | Svezia           | 0   | 1       | 1      | 2      |